# 杜威號驅逐艦 (DDG-105)
杜威號驅逐艦（英語：USS Dewey (DDG-105)）是一艘IIA型阿利·伯克級驅逐艦 。它是美國海軍第三艘以海軍元帥喬治·杜威命名的軍艦。
本艦於2010年開始服役後，曾是約翰·C·史坦尼斯號、喬治·華盛頓號、卡爾·文森號航空母艦打擊群的成員，以及胡蜂號兩棲突擊艦遠征打擊群的成員，在太平洋與印度洋活動。
本艦於2012年曾裝備雷射武器系統進行測試，成功擊落無人機，之後該武器改裝到龐塞號船塢登陸艦上。本艦於2019年在方陣近迫武器系統的位置安装雷射武器「海军光學炫目攔截器」（Optical Dazzling Interdictor, Navy，簡稱ODIN），用來反制無人機上的光學感測器，是第一艘裝備該攔截器的軍艦。

## 建造

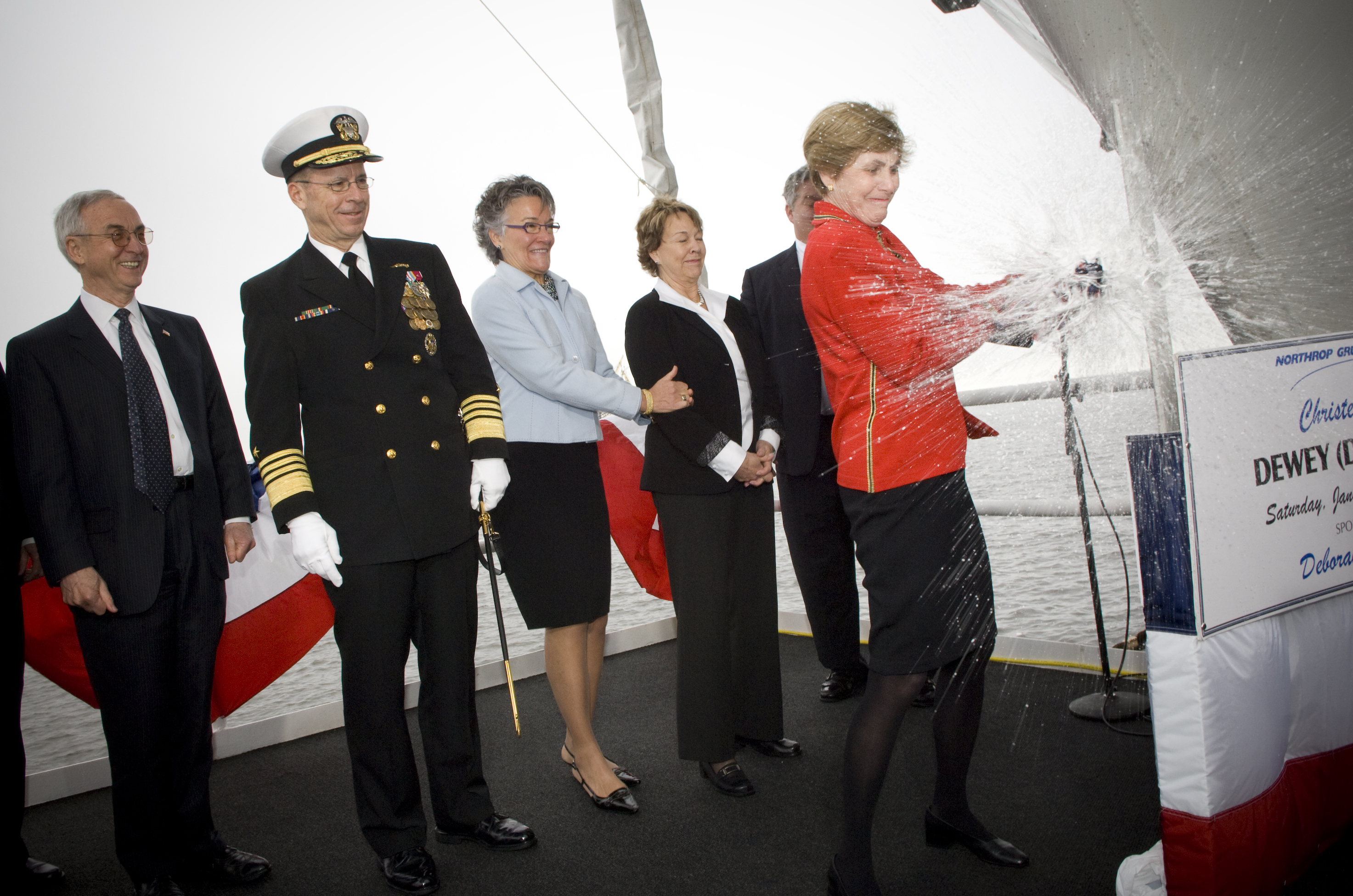
擲瓶命名儀式

杜威號驅逐艦於2006年10月4日在密西西比州英戈爾斯造船廠安放龍骨，2008年1月26日，由美國參謀長聯席會議主席迈克尔·马伦的夫人黛博拉·馬倫擲瓶命名後下水，沃倫·R·布勒擔任首任艦長。2010年3月6日在加州海豹灘海軍基地舉行服役儀式。

## 服役
2011年6月，本艦加入約翰·C·史坦尼斯號航空母艦打擊群，在南加州海邊完成了特遣部隊聯合演習。7月，本艦隨史坦尼斯號航母打擊群離開聖地牙哥。9月4日，本艦隨航母打擊群抵達馬來西亞巴生港，訪問四天。9月29日，本艦與平克尼號驅逐艦、40巡邏中隊及汶萊海軍進行2011年聯合海上戰備演習。10月13日，本艦在新加坡加入喬治·華盛頓號航空母艦打擊群。15日，本艦隨航母艦打擊群前往泰國，為泰國水災提供人道援助。

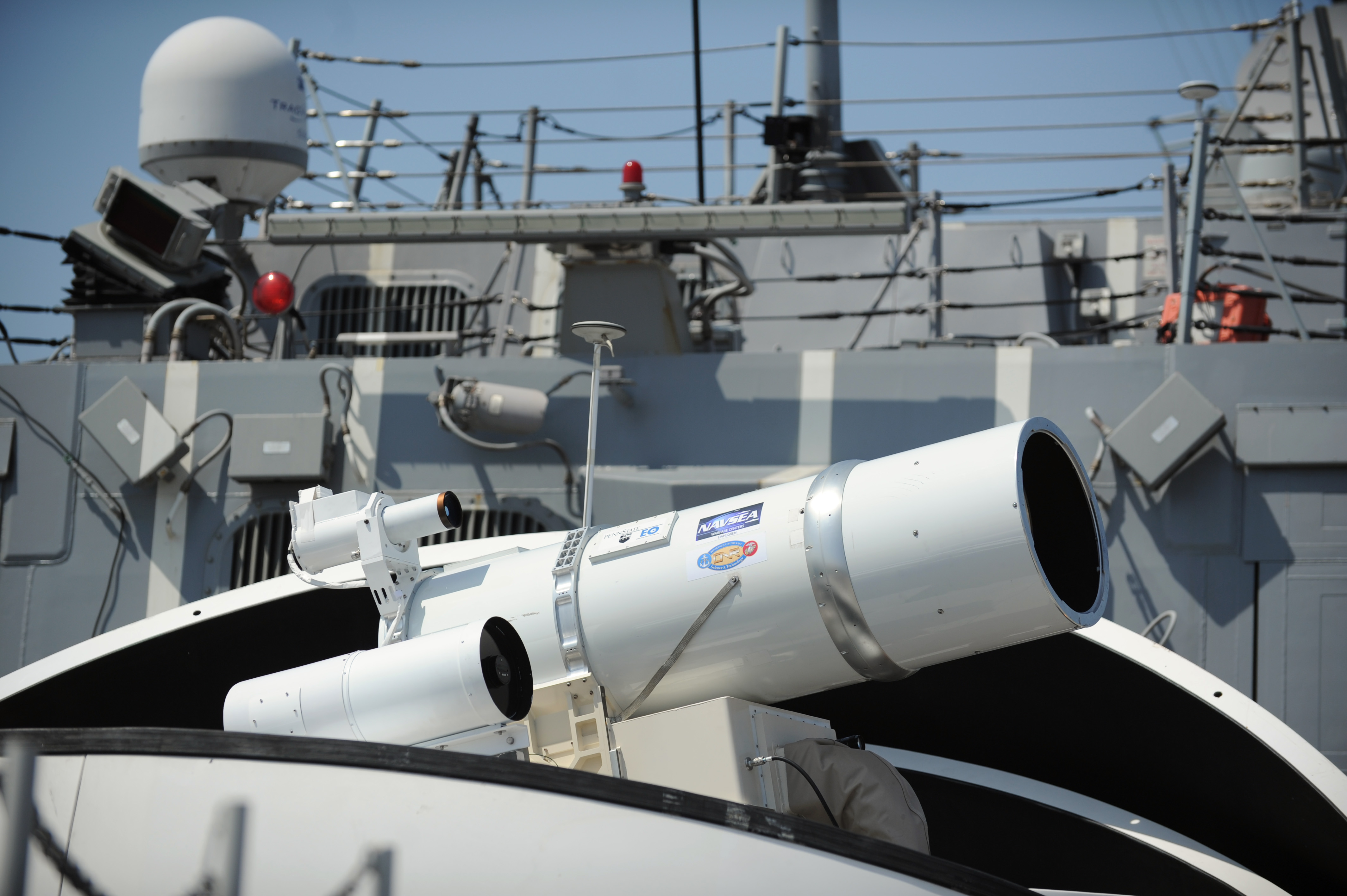
在本艦上暫裝雷射武器系統進行測試

2012年1月18日，本艦在阿拉伯海中部援救了一艘沉沒的伊朗漁船的船員，當時本艦隨史坦尼斯號航母打擊群執行海上安全任務。2月底，本艦隨史坦尼斯號航母打擊群回到聖地牙哥，結束7個月的巡航。6月，本艦到俄勒岡州波特蘭參加艦隊週活動。8月，美軍將雷射武器系統裝在本艦上進行測試，用原有的方陣近迫武器系統鎖定目標。海軍發布了該武器測試的視頻，顯示雷射光束擊中一架無人機，飛機大約四秒鐘後起火墜海。測試的三架無人機都被擊落，之後拆下該武器改裝到龐塞號船塢登陸艦上。
2014年8月30日至9月3日，本艦參加了卡爾·文森號航空母艦打擊群的反潛作戰演習。9月16日至23日，本艦在關島近海參加了兩年一次的勇者之盾軍事演習。10月，本艦隨卡爾·文森號航母打擊群抵達中東，接替布希號航母，對伊拉克和敘利亞的伊斯蘭國進行空襲，以支持堅定決心行動。
2015年2月，本艦結束在150聯合特遣部隊的反恐和海上保安行動，其間本艦協助了該地區各國共11艘民船。
7月底，本艦到華盛頓州西雅圖參加海洋節艦隊週。
2017年4月26日，本艦1架艦載MH-60R海鷹直升機在關島附近例行飛行時墜毀，機上三人都被本艦救起。5月25日，本艦在南海執行唐納·川普總統任內首次「航行自由」任務，進入南沙群島美濟礁起算十二海里內範圍，中國稱派出海軍「柳州」、「瀘州」兩艘飛彈護衛艦警告驱离。美國稱本艦進入美濟礁六海里處，並進行了落水救援訓練。6月17日，同級艦菲茨杰拉德号驱逐舰在日本靜岡縣南伊豆町外海與日本郵船所租用的貨櫃輪ACX CRYSTAL相撞，本艦加入了搜救行動。10月，本艦因為機械故障在南加州蒂華納河附近漏出潤滑油。
2018年3月，本艦加入胡蜂號遠征打擊群，與艦載F-35閃電II戰鬥機演習聯合防空。8月，本艦到加州洛杉磯參加艦隊週活動。10月，本艦到舊金山參加艦隊週活動。
2019年10月18日，尼爾·加布里埃爾（Neil R. Gabriel）中校取代保羅·洛里奧（Paul Lorio）中校擔任第八任艦長。11月，美軍首次將新型的雷射武器「海军光學炫目攔截器」（Optical Dazzling Interdictor, Navy，簡稱ODIN）部署在本艦上，取代在原位置安装的方陣近迫武器系統，用來反制無人機上的光學感測器。
2021年5月14日，杰梅因·B·布魯姆斯（Jermaine B. Brooms）中校取代尼爾·加布里埃爾中校擔任艦長。8月初，本艦作為卡爾·文森號航空母艦打擊群的ㄧ部分，參加2021年大規模演習。演該習側重於在歐洲和印太地區對抗中國和俄羅斯。9月8日，本艦抵達日本橫須賀港，加入美國第七艦隊。10月15日，本艦與加拿大「溫尼伯」號護衛艦穿越台灣海峽，這是美艦首次與盟國軍艦聯合穿越台灣海峽。

## 歷任艦長
| 就職日期       | 英文名                 | 中文名                 | 備註                                |
| -------------- | ---------------------- | ---------------------- | ----------------------------------- |
| 2010年3月6日   | Warren R. Buller II    | 沃倫·R·布勒二世        | [ 8 ]                               |
| 2011年3月24日  | John Colby Howard      | 約翰·科爾比·霍華德     | [ 13 ]                              |
| 2012年8月1日   | Jake Brian Douglas     | 傑克·布萊恩·道格拉斯   | [ 52 ]                              |
| 2014年3月7日   | Mikael Alan Rockstad   | 邁克爾·艾倫·洛克斯塔德 | [ 13 ]                              |
| 2015年8月14日  | Abigail Adams Hutchins | 阿比蓋爾·亞當斯·哈欽斯 | 女，現任卡爾·文森號航母打擊群參謀長 |
| 2017年2月10日  | Anthony L. Webber      | 安東尼·L·韋伯          | [ 55 ]                              |
| 2018年6月13日  | Gerald Paul Lorio      | 杰拉德·保羅·洛里奧     | [ 13 ] [ 43 ]                       |
| 2019年10月18日 | Neil Ryan Gabriel      | 尼爾·瑞安·加布里埃爾   | [ 43 ]                              |
| 2021年5月14日  | Jermaine B. Brooms     | 杰梅因·B·布魯姆斯      | [ 56 ]                              |

## 榮譽
本艦獲得2018年斯波坎獎，該獎頒給整體戰備和作戰行動最佳的水面艦艇。

## 外部連結
- YouTube上的本艦雷射武器系統擊落無人機